# Pennantiaceae
Pennantiaceae is een botanische naam, voor een familie van tweezaadlobbige planten. Een familie onder deze naam wordt vrij zelden erkend door systemen van plantentaxonomie, maar wel door het APG II-systeem (2003).
Het gaat dan om een heel kleine familie, van minder dan een half dozijn soorten in één genus, Pennantia. Voorheen werd dit ingedeeld in de familie Icacinaceae.